# Kloster Notre-Dame de Séry
Das Kloster Notre-Dame de Séry ist ein ehemaliges Prämonstratenserkloster in der Gemeinde Bouttencourt im Tal der Bresle im Département Somme (Hauts-de-France, Frankreich), an der Grenze zur Normandie.

## Geschichte
Im Jahr 1127 gründete Anselme de Cayeux eine Priorei, die 1136 von Prämonstratensermönchen aus der Abtei Saint-Josse de Dommartin in der Gemeinde Tourtefontaine im Tal des Authie (im heutigen Département Pas-de-Calais) besiedelt und 1150 zur Abtei erhoben wurde. Die endgültige Niederlassung erfolgte 1185 an dem Les Pratos genannten Ort. Im Jahr 1415 wurde die Abtei von englischen Truppen niedergebrannt und der Abt wurde nach England in Gefangenschaft geführt. 1515 plünderten die Hugenotten das Kloster. Im 17. Jahrhundert erfolgte der Wiederaufbau unter den Kommendataräbten Alphonse de Halewyn und Gaston Chamillart. In der Französischen Revolution fand die Abtei ihr Ende und die Gebäude wurden als Nationalgut verkauft. Später zog eine Spinnerei ein. Die Gebäude beherbergen heute ein Freizeit- und Seminarzentrum der Stadt Amiens.

## Bauten und Anlage

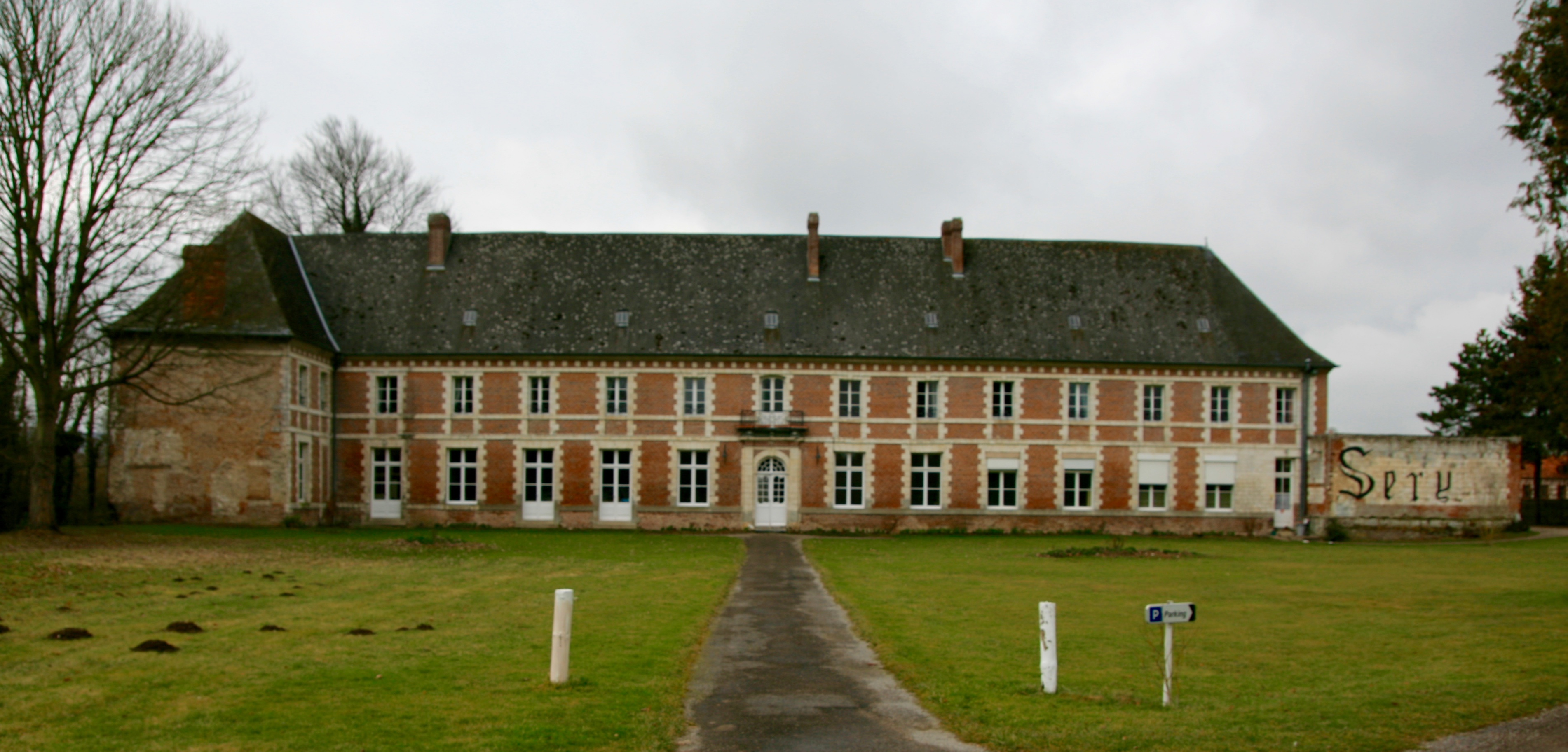
Ehemaliges Abtsgebäude

Erhalten ist das Abtsgebäude. Spuren der Kirche aus dem 13. Jahrhundert sind sichtbar gemacht. Teile der Ausstattung sind in die Kirchen umliegender Gemeinden gelangt.